# 王家营街道
王家营街道，原为王营镇，是中华人民共和国江苏省淮安市淮阴区下辖的一个乡镇级行政单位。淮阴师范学院、淮安市第一医院、淮安火车站均位于王营镇。
2018年7月撤销王营镇，设立王家营街道。以原王营镇的沈渡、越河、淮闸、杨庄、双和、同兴、北桥、营中、东街、西坝、机关、营东、星光13个居委会区域为王家营街道行政区域。王家营街道办事处驻营东居委会境内，办公地址为北京东路75号。区划代码改为320804009。

## 行政区划
王营镇下辖以下地区：
机关社区、同兴社区、西坝社区、营中社区、东街社区、北桥社区、小营社区、营北社区、星光社区、营东社区、左庄社区、淮闸社区、杨庄社区、果林社区、崔庄社区、营西社区、越河社区、沈渡社区、双和社区和长安社区。

## 交通
- 新长铁路：袁北站

## 历史
王家营位于古淮河北岸，原为明代大河卫下辖的一个兵营。至清代，清口驿迁此，由于控扼自清江浦沿陆路北上京城的交通要地，发展为“南船北马，众庶走集”的繁荣市镇，与北京、西安、开封、樊城并称“北道五都会”。土圩内有粮食街、骡马街。1972年，淮阴县政府自清江市市内迁至王营镇。

## 景观
该镇古迹有琉球国通事郑文英墓。新建景观有古淮河北岸的东方母爱公园。